# Emil Kirdorf

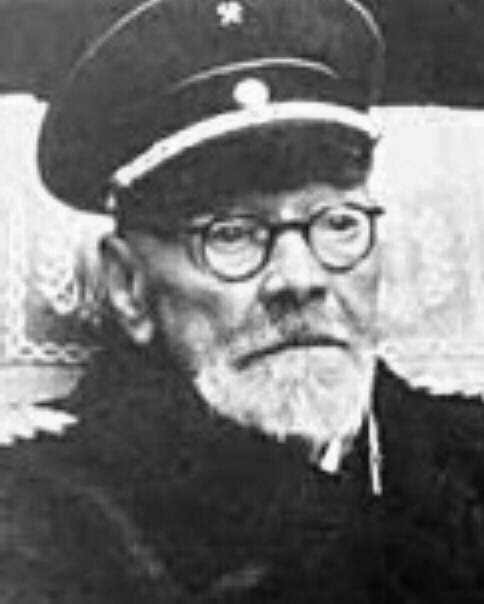
Emil Kirdorf, 90. Geburtstag (Deutsche Wochenschau 1937)

Emil Kirdorf (* 8. April 1847 in Mettmann bei Düsseldorf; † 13. Juli 1938 in Mülheim an der Ruhr) war ein deutscher Industrieller. Kirdorf war als sogenannter Schlotbaron, einer der ersten bedeutenden angestellten Ruhrindustriellen, die ausschließlich Manager und nicht, wie beispielsweise August Thyssen oder Hugo Stinnes, selbst Eigentümer ihrer Konzerne waren.

## Leben

### Ursprung, Ausbildung und Berufsstart
Kirdorf wurde als Sohn des Webereibesitzers Martin Kirdorf (1811–1847) und der Amalie Dickes (* 1811) in wohlhabenden Verhältnissen geboren. Er absolvierte eine kaufmännische Lehre im Familienunternehmen, besuchte die Textilschule in Mülheim am Rhein und volontierte ab 1864 ein Jahr in Hamburg in einem Exportunternehmen. Ein Jahr später beteiligte er sich an einem Krefelder Textilunternehmen. Die Weigerung der Geschäftsführung, einen mechanischen Webstuhl einzuführen, führte zum Bankrott der elterlichen Weberei, was die Übernahme dieses Betriebes als berufliche Perspektive für Kirdorf ausschloss.
Vermittelt durch seinen älteren Bruder Adolph Kirdorf wechselte er in den Bergbau, wo er als Buchhalter bei der Grubenverwaltung der Zeche Holland in Wattenscheid begann. 1871 wurde Kirdorf ihr Direktor.

### Unternehmensleitung
Der Unternehmer Friedrich Grillo wurde auf Kirdorf aufmerksam und bot ihm 1873 die Stellung als kaufmännischer Direktor bei der soeben gegründeten Gelsenkirchener Bergwerks-AG (GBAG) an. 1893 wurde Kirdorf Generaldirektor der GBAG, dem zu dieser Zeit nach Fördermenge größten deutschen Bergbauunternehmen. Kirdorf war entscheidend am Aufbau der GBAG beteiligt und lenkte das Unternehmen durch die Krise der 1870er Jahre. Diese Position hatte er bis 1926 inne, als die GBAG nach verschiedenen Fusionen schließlich in den neugebildeten Vereinigten Stahlwerken aufging. Unter seiner Leitung wurde die GBAG zum größten Kohlebergbauunternehmen Europas. Halb kritisch, halb ehrfürchtig wurde Kirdorf „Bismarck des Ruhrbergbaus“ oder eher belustigend „Schlotbaron“ genannt. Durch die Übernahme der Zechen Hansa, Zollern und Germania erweiterte Kirdorf die GBAG, gliederte ihr 1904 den von Grillo gegründeten Schalker Gruben- und Hüttenverein an und baute durch die Übernahme von Kohlehandels- und Reedereiunternehmen die GBAG zu einem Mischkonzern aus. Den von seinem Bruder Adolph wesentlich aufgebauten „Aachener Hütten-Aktien-Verein Rothe Erde“ gliederte er nach einer Interessengemeinschaft seit 1904 im Jahre 1907 endgültig seinem Unternehmen an. Unmittelbar darauf begann die Vorplanung für die ab 1909 in Esch-sur-Alzette in Luxemburg, das zum Deutschen Zollverein gehörte, errichtete Adolf-Emil-Hütte, die 1912 fertiggestellt wurde und als eine der modernsten Anlagen ihrer Zeit galt.
Hinsichtlich der Arbeiterschaft, ihrer Assimilation, und damit in Fragen der Sozialpolitik gab es für Kirdorf nur eine Antwort, die des Gehorsams. Ein Nachgeben gegenüber Forderungen der Arbeiter wäre für ihn ein Bankrott des Staates gewesen. Lösungen, wie sie von Kathedersozialisten angestrebt wurden, waren für ihn „reine Schreibtischgelehrsamkeit“. Vielmehr gehörten nach Kirdorfs Auffassung alle Männer deutscher Nation, vom Reichskanzler bis zum Hirten, zu den Arbeitern: „Jede Arbeit adelt, jeder ist ehrenwert, der die ihm angewiesene Stellung wahrnimmt“. Den Kampf gegen die Arbeiterbewegung verstand Kirdorf als „Kampf für die Erhaltung der deutschen Ordnung und der Machtstellung Deutschlands in der Welt“. Kirdorf verkörperte, wie der amerikanische Historiker Henry A. Turner schreibt, „wie kein anderer den reaktionären Herr-im-Haus-Standpunkt“, wie er sich öfters bei Industriellen in den letzten Jahren vor dem Ersten Weltkrieg findet. Dies ging so weit, dass er eine Auszeichnung durch Kaiser Wilhelm II. ablehnte, dem er übelnahm, dass er Bismarcks Sozialistengesetz 1890 hatte auslaufen lassen. Den deutschen Gedanken sah Kirdorf in der Person des Reichskanzlers Otto von Bismarck verwirklicht. Nach dessen Entlassung 1890 durch Wilhelm II., die Kirdorf heftig kritisierte, konstatierte er, dass „aus hartem Eisen Wachs wurde, sowohl an oberster Stelle, wie im Bürgertum“.
Nach dem Ersten Weltkrieg verlor die GBAG Teile ihres Wirtschaftsraums im Erzbecken von Lothringen und dem Großherzogtum Luxemburg, die aus dem deutschen Reichsverband bzw. dem Zollverein ausschieden. Ihre Niederlassung im Großherzogtum Luxemburg musste sie schließen. Die GBAG büßte in der Folge ihre Bedeutung als gemischter Konzern ein und wandelte sich zu einem reinen Kohleunternehmen zurück. In der GBAG verlor Kirdorf seine tonangebende Stellung zugunsten von Hugo Stinnes, mit dem er heftige Meinungsverschiedenheiten über die Unternehmenspolitik hatte. Stinnes beabsichtigte, die GBAG zum Fundament eines deutschen Kohle-Trusts zu machen, wogegen Kirdorf Widerstand leistete. Da er auch nach dem Tod von Stinnes 1924 sich nicht durchsetzen konnte, gab Kirdorf im Alter von 79 Jahren seine Stellung bei der GBAG 1926 auf und schied aus dem Vorstand aus.
Im Ruhestand war er noch weiterhin öffentlich tätig und unterstützte die Nationalsozialisten (siehe Beziehung zum Nationalsozialismus). Er starb 1938 und wurde auf dem Nordfriedhof Düsseldorf begraben (Feld 47, Grabstätte 2431-2432-WE).

### Initiativen und Mitgliedschaften
Aufgrund einer akuten Absatzkrise war Kirdorf 1893 einer der Initiatoren des Rheinisch-Westfälischen Kohlesyndikats, dessen Aufsichtsratsvorsitz er bis 1913 innehatte. In diesem Syndikat verpflichteten sich 98 Bergwerksunternehmen des Ruhrgebiets, ihre Produkte fortan ausschließlich über das Syndikat zu vermarkten, was das Dumping verhindern sollte.
Kirdorf war ein leidenschaftlicher Nationalist und gehörte praktisch allen Verbänden an, die sich für eine aggressivere und stärker militärische Außenpolitik des Deutschen Kaiserreichs einsetzten. So gehörte er zu den Gründungsmitgliedern des 1891 entstandenen Alldeutschen Verbandes und des Vereins Freie Ukraine sowie des Kolonialvereins und des Flottenvereins. Von 1887 bis 1905 gehörte er für den Wahlbezirk Gelsenkirchen dem Provinziallandtag der Provinz Westfalen an. Kirdorf war Mitbegründer der Wirtschaftsvereinigung zur Förderung der geistigen Wiederaufbaukräfte, die das Kapital für das Presseimperium von Alfred Hugenberg bereitstellte. Auch der Bau des Bismarckturms auf dem Mechtenberg beruhte auf Kirdorfs Initiative, denn er war zudem Vorsitzender des 1896 gegründeten Bismarck-Vereins des Kreises Gelsenkirchen.
Im Ersten Weltkrieg vertrat er annexionistische Positionen. Am 15. Juni 1915 forderte Kirdorf in seiner Kriegszieldenkschrift, Frankreich so zu schwächen, dass es niemals wieder Großmacht werden kann und Russland möglichst weit zurückzudrängen, um Siedlungsland für die Vermehrung der bäuerlichen Bevölkerung zu erwerben. 1917 trat Kirdorf der Deutschen Vaterlandspartei bei.
Im September 1918 verlangte Kirdorf die Abdankung des Kaisers Wilhelm II. Von 1924 bis 1928 war er Präsident des Industrie-Clubs Düsseldorf. 1926 war er an der Gründung der Vereinigte Stahlwerke AG beteiligt, in die auch die von Kirdorf 1920 mitgegründete Siemens-Rhein-Elbe-Schuckert-Union eingegliedert wurde.
Nikolaus Eich, Leiter der Mannesmannröhren-Werke schrieb 1914 über Kirdorf:

„Kirdorf ist der größte Störenfried in den Eisenverbänden und der intensivste Förderer des Kohlensyndikats zugleich. Er möchte ebenso großer Eisenmann werden, wie er Kohlemann ist; in Kohle braucht er Ruhe, um im Eisen immer neue Unruhe zu stiften.“

## Beziehung zum Nationalsozialismus
Nach 1918 forderte Kirdorf als entschiedener Gegner der Weimarer Republik in wiederholten Aufrufen und Versammlungen, „im Sinne des alten deutschen Geistes zu handeln“. Seine Haltung zum Nationalsozialismus war schwankend: Zunächst unterstützte er die DNVP, doch als die sich ab 1925 an der Reichsregierung beteiligte und dabei auch die Verständigungspolitik Gustav Stresemanns mittrug, wandte er sich enttäuscht von ihr ab.
Am 27. April 1927 hielt Adolf Hitler einen Vortrag mit dem Titel „Führer und Masse“ vor Wirtschaftsführern in Essen. Auch Kirdorf war anwesend, zeigte sich sehr beeindruckt und schüttelte Hitler die Hand. Ein persönliches Treffen kam am 4. Juli 1927 durch Vermittlung Elsa Bruckmanns zustande. Beide sprachen vier Stunden miteinander, während denen es Hitler gelang, Kirdorfs Vorbehalte gegen den Antisemitismus und die seines Erachtens zu freundliche Haltung der NSDAP gegenüber dem ihm gefährlich erscheinenden Katholizismus auszuräumen. Kirdorf trat zum 1. August 1927 der NSDAP bei (Mitgliedsnummer 71.032).
Kirdorf spendete auch für die Partei. Joseph Goebbels schrieb 1936 in sein Tagebuch, die Partei sei 1927 derart verschuldet gewesen, dass Hitler schon an Selbstmord gedacht hätte. Kirdorf habe sie mit 100.000 Reichsmark gerettet. Ähnliches berichtet auch Albert Speer in seinen Spandauer Tagebüchern. Henry A. Turner dagegen bezweifelt, dass Kirdorf die Partei mit einer Großspende vor dem Bankrott gerettet habe, da es keine Belege für deren dramatische Finanzprobleme 1927 gebe und Kirdorfs wirtschaftlicher Erfolg seit dem Abschluss des Versailler Vertrags deutlich zurückgegangen sei. Nach Ansicht des Historikers Thomas Trumpp wurde Hitler von Kirdorf finanziell allenfalls mit bescheidenen Beträgen finanziell gefördert. Er sei in Gelddingen stets knauserig gewesen, und es soll ihm als Pensionär auch der direkte Zugang zu Finanzmitteln der von ihm früher geführten Unternehmen oder den Fonds der zentralen Kassen der Ruhrindustrie gefehlt haben. Der Journalist Wolfgang Zdral dagegen schreibt von Spenden in Höhe von insgesamt 100.000 Mark, die Kirdorf privat an Hitler gezahlt und mit denen er die Geldsorgen der Partei gedämpft habe.
Laut Turner waren aber Kirdorfs Bemühungen, in den Kreisen der Ruhrindustrie für den Nationalsozialismus zu werben, bedeutsamer. Auf seine Veranlassung verfasste Hitler 1927 die Broschüre Der Weg zum Wiederaufstieg, die von Kirdorf an andere Unternehmer verteilt wurde. Daraufhin hörten sich am 26. Oktober 1927 14 Freunde einen Vortrag Hitlers in Kirdorfs Haus an. Über dieses Treffen gibt es keine Quellen außer Kirdorfs Memoiren, in denen er berichtet, dass einige Männer, die er eingeladen hatte, nicht kamen und die, die es taten, Einwände gegen den Antisemitismus und die vermeintlichen sozialistischen Bestrebungen in der NSDAP erhoben. Turner vermutet, dass sie wie ihr achtzigjähriger Gastgeber bereits im Ruhestand waren. Weil ihm der Antikapitalismus der Nationalsozialisten um Gregor Strasser zu stark erschien – die nationalsozialistische Reichstagsfraktion hatte unter anderem einen Gesetzvorschlag zur „Enteignung der Bank- und Börsenfürsten“ vorgelegt –, trat Kirdorf schon 1928 aus der NSDAP aus und in die DNVP ein. Den Kontakt zu Hitler pflegte er weiter, beim Reichsparteitag in Nürnberg war er im August 1929 als Ehrengast eingeladen. Die anhaltende Aufmerksamkeit, die dies erregte, versuchte Kirdorf zu dämpfen, indem er im August 1930 dementierte, die NSDAP während des Wahlkampfs unterstützt zu haben. Vielmehr unterstütze er den DNVP-Vorsitzenden Alfred Hugenberg. Im Herbst 1930 organisierte Kirdorf einen weiteren Meinungsaustausch Hitlers mit etwa 30 Vertretern der Kohle- und Stahlindustrie, über das Ernst Poensgen berichtet. Danach hätte Hitler keinen einzigen der Anwesenden überzeugen können, die, wie Poensgen bekundete, alle hinter der Regierung Brüning stünden, das die richtigen Ziele verfolge, wenn auch zu langsam. Am 21. Oktober 1932 nahm Kirdorf an einem weiteren Treffen von Ruhrindustriellen mit Hitler teil, das Fritz Thyssen organisiert hatte. Nachdem die nationalsozialistische Presse im Januar 1933 in die verbreitete Forderung eingestimmt war, die Regierung Schleicher müsse die geplante Schließung einer unrentablen Zeche verbieten, distanzierte sich Kirdorf öffentlich von der NSDAP und beteuerte, er stehe treu zur DNVP.
Nach der Machtergreifung der Nationalsozialisten wechselte Kirdorf 1934 wieder zur NSDAP und erhielt seine alte, niedrige Mitgliedsnummer. 1937 schrieb er über Hitler:

„Vor allem befreite er uns von dem mörderischen Klassenkampf. Der ganz große Gewinn im Innern ist in der Wiedererstehung und Wiedererstarkung der Volksgemeinschaft zu erblicken.“

Hitler umschmeichelte Kirdorf, der Träger des Goldenen Parteiabzeichens war, als „nationale Legende“ und ließ dessen Geburtstage mit Fackelzügen feiern. Zu Kirdorfs 90. Geburtstag verlieh Hitler ihm den Adlerschild, damals die höchste zivile Auszeichnung des Deutschen Reiches. Die Berliner Illustrierte Zeitung berichtete am 15. April 1937 in einer Fotoreportage von den Feierlichkeiten im Haus Streithof bei Mülheim an der Ruhr. Nach Kirdorfs Tod am 13. Juli 1938 ließ Hitler ihn mit einem Staatsbegräbnis beisetzen. Die Trauerfeierlichkeiten fanden in Gelsenkirchen-Ückendorf auf dem Gelände der Zeche Rheinelbe im Beisein Hitlers statt. Dies war sein einziger Besuch in Gelsenkirchen. Die Trauerreden hielten Walther Funk und Albert Vögler.

## Ehrungen
Bereits am 1. April 1896 hatte Bismarck im Rheinelbepark, in dessen Nähe 40 Jahre später die Trauerfeier stattfand, eine Sachsenwald-Eiche als „Geschenk an Emil Kirdorf“ pflanzen lassen.
Der Bochumer Verein, Teil der Vereinigte Stahlwerke AG, baute ab 1934 für das Werk Höntrop eine neue Arbeitersiedlung. Die Straßen wurden mit Ausnahme der Kirdorfstraße, welche ins Viertel führte, nach Physikern benannt. Die Straße wurde kurz nach Kriegsende am 24. November 1945 umbenannt. In Verbindung mit den umliegenden Straßen lautete der neue Name Röntgenstraße.
1939 wurden in Berlin-Köpenick der vorherige Hohenzollernplatz in Kirdorfplatz und die Kaiser-Wilhelm-Straße in Kirdorfstraße umbenannt. Das Berliner Adreßbuch formulierte zum Namensgeber: „Geheimrat, Dr. Ing. e. h, langjähriger Führer des westdeutschen Bergbaues“. Nach Kriegsende wurden der Platz und die Straße nach Opfern des Nationalsozialismus umbenannt. Der Hohenzollernplatz erhielt den Namen Mandrellaplatz, die Kirdorfstraße wurde umbenannt in Seelenbinderstraße.
Kirdorf war bis zum 8. September 1989 Ehrenbürger der Stadt Gelsenkirchen und bis 1995 Ehrenbürger der Stadt Mülheim an der Ruhr.
In Dortmund-Eving existiert bis heute die Kolonie Kirdorf. Um auf die Vergangenheit des Industriellen hinzuweisen, wurde vom VVN-BdA im Juli 2011 in der Bezirksvertretung Eving im Sinne der Erinnerungskultur eine Mahntafel beantragt und auch beschlossen. Die Tafel wurde Mitte 2025 aufgestellt. Die lange Dauer zwischen Beschluss und tatsächlicher Aufstellung wurde durch die Stadtverwaltung Dortmund mit einer partizipativen Herangehensweise begründet.